# Kevin Rudd
Kevin Michael Rudd (n. 21 septembrie 1957, Nambour⁠(d), Queensland, Australia) este un fost politician australian care a fost numit de două ori în funcția de prim-ministru al Australiei, între anii 2007–2010 și în anul 2013.